# Кварцяный, Виталий Владимирович
Вита́лий Влади́мирович Кварця́ный (укр. Віта́лій Володи́мирович Кварця́ний; род. 19 июля 1953, Луцк) — советский футболист и украинский футбольный тренер. Заслуженный тренер Украины. Бывший главный тренер и президент луцкой «Волыни». Председатель Федерации футбола Волынской области. Известен своим эпатажным поведением на пресс-конференциях.

## Биография

### Ранние годы
Окончил среднюю школу № 15 в Луцке. Позже учился в Киевском спорт-интернате. Закончил также Луцкий пединститут, факультет физкультуры. Учился в Высшей киевской школе тренеров.

### Карьера футболиста
В качестве игрока выступал за луцкие клубы «Торпедо», «Электрик» и «Прибор». В составе «Прибора» выиграл Кубок Юности. Позже работал играющим тренером в команде приборостроительного завода города Луцк. В 1983 году команда приборостроительного завода выигрывает Кубок УССР. В 1984 году «Прибор» выиграл чемпионат УССР и получил приглашение на международный турнир в Софии.

### Карьера тренера
С 1984 года по 1988 год Кварцяный работает помощником старшего тренера в луцком «Торпедо». В 1989 году выиграл с командой Вторую лигу СССР. Позже работал в Польше в клубе КСЗО (Островец-Свентокшиски). В 1994 году вернулся в «Волынь», которая играла в Высшей лиге Украины. С 1997 года по 1998 год работал в хмельницком «Подолье». После работал тренером селекционером в запорожском «Металлурге».
В 2001 году Кварцяный вновь возглавил «Волынь». В 2002 году получил лицензию тренера категории А. В сезоне 2001/02 «Волынь» выиграла первую лигу Украины и вышла в высшую лигу. В сезоне 2002/03 «Волынь» дошла до полуфинала Кубка Украины. В сезоне 2005/06 «Волынь» вылетела в первую лигу. В Первой лиге клуб провёл 4 сезона и в сезоне 2009/10 команда вернулась в высший дивизион. Кварцяный по итогам сезона был назван лучшим тренером первой лиги. 7 августа 2010 года после домашнего матча против луганской «Зари» (0:1), Кварцяный сказал, что покинет пост главного тренера и что ему мешают работать городские власти и продажные судьи. За это он был наказан дисциплинарным комитетом пропуском одного матча и штрафом в 25 000 гривен. Позже Кварцяный заявил, что останется в «Волыни».
26 декабря 2011 года Виталий Владимирович Кварцяный был отправлен руководством футбольного клуба «Волынь» в отставку.
10 июня 2012 года криворожский «Кривбасс» по обоюдному соглашению прекратил сотрудничество с Юрием Максимовым, а на его место был назначен Виталий Кварцяный. 12 июля 2012 года Виталий Кварцяный ушёл из «Кривбасса». 7 мая 2013 года назначен исполняющим обязанностей главного тренера луцкой «Волыни». А через некоторое время руководство «Волыни» назначило Виталия Владимировича главным тренером команды.
11 июля 2013 года на собрании участников ТзОВ «Футбольний клуб „Волынь“» было принято решение назначить Виталия Кварцяного президентом футбольного клуба «Волынь». Занимает две должности — президента и главного тренера клуба. В 2017 году, после вылета команды в Первую лигу, ушёл с поста главного тренера.
14 ноября 2013 года на отчётно-выборной конференции ФФВ был выбран главой Федерации футбола Волыни.

## Достижения

### Командные
- Победитель Чемпионат УССР: 1989
- Победитель Первой лиги Украины: 2001/02
- Серебряный призёр Первой лиги Украины: 2009/10

### Личные
- Орден «За заслуги» III степени (2011)[8].